# 五里堡街道 (南阳市)
五里堡街道是中华人民共和国河南省南阳市宛城区下辖的一个街道办事处。

## 行政区划
五里堡街道下辖以下村级行政区划单位：
吕庄社区、姚庄社区、白河社区和黄河社区。